# Меженський Євген Олександрович
Євген Олександрович Меженський (нар. 26 січня 1999, Саки, АР Крим, Україна) — український футболіст, правий захисник та півзахисник вінницької «Ниви».

## Життєпис
Народився в кримському місті Саки. У ДЮФЛУ з 2012 по 2015 рік виступав за ХДУВФК-1 (Харків). У сезоні 2016/17 років виходив на поле в 1-му поєдинку юнацького чемпіонату України у футболці столичного «Арсеналу». У дорослому футболі дебютував 2016 року, провів 6 поєдинків за УФК з обласного центру у чемпіонаті Харківської області. Наступного сезону пішов на підвищення, виступав за маріупольський «Яруд» в аматорському чемпіонаті України.
На початку липня 2018 року підписав контракт з «Кристалом». У футболці херсонського клубу дебютував 18 липня 2018 року в переможному (1:0) виїзному поєдинку першого кваліфікаційного раунду кубку України проти новокаховської «Енергії». Євген вийшов на поле на 89-й хвилині замість Владислава Ігнатьєва. У Другій лізі України дебютував 22 липня 2018 року в переможному (1:0) домашньому поєдинку 1-го туру групи «Б» проти «Миколаєва-2». Меженський вийшов на поле на 5-й хвилині замість травмованого Владислава Ігнатьєва, а на 71-й хвилині отримав жовту картку. На початку березня 2019 року підписав новий 1-річний клуб з «Кристалом». У сезоні 2018/19 років зіграв 23 матчі в Другій лізі та 2 поєдинки у кубку України.
Наприкінці липня 2019 року перебрався до «Альянсу». У футболці долинського клубу дебютував 20 серпня 2019 року в переможному (2:0) домашньому поєдинку 1-го попереднього раунду кубка України проти «Ужгорода». Євген вийшов на поле в стартовому складі та відіграв увесь матч. У Другій лізі України дебютував за «Альянс» 3 серпня 2019 року в нічийному (1:1) домашньому поєдинку 2-го туру групи «Б» проти новокаховської «Енергії». Меженський вийшов на поле на 88-й хвилині замість Яна Осадчого. За півтора сезону, проведені в Липовій Долині, зіграв 24 матчі в Другій лізі України та 4 поєдинки у кубку України.
У середині липня 2021 року підсилив «Тростянець». У футболці «городян» дебютував 25 липня 2021 року в нічийному (1:1) виїзному поєдинку 1-го туру групи «Б» Другої ліги України проти «Миколаєва». Євген вийшов на поле в стартовому складі та відіграв увесь матч, а на 48-й хвилині отримав жовту картку. Загалом за «Тростянець» зіграв 12 матчів у Другій лізі України та 1 матч у кубку України. З осені 2022 року по весну 2023 року виступав за аматорські колективи «Вільхівці» та «Локомотив» (Київ).
Наприкінці липня 2023 року підписав контракт з «Нивою». У футболці вінницького клубу дебютував 2 серпня 2023 року в програному (0:1) домашньому поєдинку 2-го раунду кубка України проти волочиського «Агробізнесу». Меженський вийшов на поле на 78-й хвилині замість Вадима Страшкевича. У Другій лізі дебютував за «Ниву» 6 серпня 2023 року в програному (4:7) домашньому поєдинку 1-го туру проти «Звягеля». Євген вийшов на поле на 54-й хвилині замість Олексія Швеця.